# 의성소방서
의성소방서(義城消防署, Uiseong Fire Station)는 경상북도 의성군을 관할하는 경상북도 소방본부 산하의 소방서이다.
소방서장은 소방정으로 보한다.

## 조직
| - 소방행정과 - 소방행정팀 - 예산장비팀 | - 예방안전과 - 예방홍보팀 - 시설지도팀 | - 대응구조구급과 - 대응총괄팀 - 구조구급팀 - 대응1·2·3팀 |

## 관할센터 및 관할구역
의성소방서는 5개의 119안전센터와 1개의 구조구급센터를 산하에 두고 있다.
| 명칭                       | 사진 | 주소                        | 관할구역                                                      | 지역대                            |
| -------------------------- | ---- | --------------------------- | ------------------------------------------------------------- | --------------------------------- |
| 봉양119안전센터            |      | 의성군 봉양면 경북대로 4741 | 의성군 봉양면, 금성면, 춘산면, 가음면, 안평면, 신평면, 비안면 | 금성119지역대                     |
| 의성119안전센터            |      | 의성군 의성읍 홍술로 187    | 의성군 의성읍, 단촌면, 사곡면, 점곡면, 옥산면                 | 점곡119지역대 안평119지역대(폐쇄) |
| 안계119안전센터            |      | 의성군 안계면 안계길 100    | 의성군 안계면, 다인면, 단북면, 단밀면, 구천면, 안사면         | 다인119지역대                     |
| 의성소방서 119구조구급센터 |      | 의성군 봉양면 경북대로 4741 | 경상북도 의성군                                               |                                   |

## 같이 보기
- 대한민국 소방청
- 대한민국의 소방
- 소방관 계급